# شما چه می‌کردید؟
شما چه می‌کردید؟ (به انگلیسی: What Would You Do?) یک مجموعه تلویزیونی دوربین مخفی موقعیتی آمریکایی است با قالب آزمایش اجتماعی که از سال ۲۰۰۸ از شبکه ای‌بی‌سی نیوز پخش می‌شود.